# Isaac Nathan
Isaac Nathan (ur. 1790 w Canterbury, zm. 15 stycznia 1864 w Sydney) – australijski kompozytor.

## Życiorys
Urodził się w rodzinie żydowskiej, która przybyła do Anglii z terenów polskich. Muzyki uczył się w Londynie u Domenico Corriego. Od 1805 roku studiował język hebrajski na Cambridge University. Współpracował z George’em Byronem przy cyklu pieśni Hebrew Melodies (1815–1819). Uczył muzyki w domach angielskiej arystokracji, komponował i wystawiał własne opery. Przez pewien czas był bibliotekarzem przyszłego króla Jerzego IV.
W 1841 roku, popadłszy w kłopoty finansowe, wyjechał do Australii. Początkowo mieszkał w Melbourne, później osiadł w Sydney, gdzie zorganizował szkołę śpiewu i prowadził chór przy katedrze Najświętszej Maryi Panny. Swoją działalnością przyczynił się do rozwoju życia muzycznego w Australii, był autorem pierwszych australijskich oper. Opublikował pracę An Essay on the History and Theory of Music, and of the Qualities, Capabilities and Management of the Human Voice (1823).

## Dzieła sceniczne
(na podstawie materiałów źródłowych)
- opera komiczna Sweethearts and Wives (wyst. Londyn 1823)
- opera komiczna The Alcaid, or The Secrets of the Office (wyst. Londyn 1824)
- farsa operowa The Illustrious Stranger, or Married and Buried (wyst. Londyn 1827)
- opera Merry Freaks in Troublous Times (1843)
- opera Don John of Austria (wyst. Sydney 1847)